# Ringridningsfesten i Tønder
|  | Denne artikel er oprettet af botten Steenthbot ud fra en ekstern database. Den kan derfor have sproglige fejl eller mangler. Denne skabelon kan fjernes efter kontrol af indholdet. |

Ringridningsfesten i Tønder er en dansk dokumentarisk optagelse fra 1937.

## Handling
Ringriderforeningen fejrer sit 125 års jubilæum i Tønder søndag den 30. maj 1937. Tønders første danske borgmester, landsretssagfører Holger Jepsen, modtager kongefamilien, som deltager i festlighederne.

## Medvirkende
- Kong Christian X
- Dronning Alexandrine
- Kong Frederik IX
- Dronning Ingrid